# 33000 Chenjiansheng
33000 Chenjiansheng este un asteroid din centura principală de asteroizi.

## Descriere
33000 Chenjiansheng este un asteroid din centura principală de asteroizi. A fost descoperit pe 11 februarie 1997 la Xinglong în cadrul programului Beijing Schmidt CCD Asteroid Program. Asteroidul prezintă o orbită caracterizată de o semiaxă mare de 2,75 ua, o excentricitate de 0,17 și o înclinație de 11,2° în raport cu ecliptica.